# Philip Stone
Philip Stone (født 14. april 1924, død 15. juni 2003) var en engelsk skuespiller, der især spillede tv-dramatik.
Han blev født i Leeds, West Yorkshire 14. april 1924. Stone har udover tv også medvirket i flere af Stanley Kubricks succesfulde film, herunder i rollen som faderen til en af de centrale karakterer i filmen A Clockwork Orange fra 1971 og i rollen som Delbert Grady i Ondskabens hotel sammen med Jack Nicholson
På tv spillede Stone ofte mindre roller og medvirkede i mange populære produktioner som Coronation Street, Javel, hr. minister, Små og store synder og Dalziel og Pascoe.

## Filmografi
Udvalg af de produktioner, Stone medvirkede i:
- Doomwatch: Winter Angel (tv-film, 1999)
- Dalgliesh: A Certain Justice (tv-serie, 1998)
- Dalziel & Pascoe (tv-serie, et afsnit 1997)
- En sag for Frost (tv-serie, et afsnit 1997)
- Moses (TV-film) (1995)
- Ruth Rendell Mysteries (tv-serie, to afsnit 1995)
- Små og store synder (tv-serie, et afsnit 1994)
- Mr Don & Mr George (tv-serie, et afsnit 1993)
- The Baby of Mâcon (1993)
- Jenny's War (tv-serie, 1985)
- Charters & Caldicott (tv-serie, 1985)
- Javel, hr. minister (tv-serie, et afsnit 1984)
- Indiana Jones og templets forbandelse (1984)
- The Phantom of the Opera (tv-film, 1983)
- Jens Lyn (1980)
- Ondskabens hotel (1980)
- Justice (tv-serie, 1971-1973)
- A Clockwork Orange (1971)
- The Rat Catchers (tv-serie, 1966-1967)
- Coronation Street (tv-serie, otte afsnit 1961-1965)
- Badger's Bend (tv-serie, 12 afsnit 1963)